# Callisia repens
Callisia repens е вид сочно пълзящо растение от семейство Комелинови (Commelinaceae).

## Разпространение
Този вид произлиза от Централна и Южна Америка.

## Описание
Многогодишното растение образува пълзящи рогозки. Цъфтящите издънки са възходящи. Месестите, нежни листа стават по-малки към върха на летораста. Расте бързо, размножава се лесно с дълги, пълзящи издънки, които се вкореняват във всеки възел, веднага щом имат досег със земята.